# Alícia Falcó
Alícia Falcó Martínez (Barcelona, 14 de abril de 2003) es una actriz de cine, teatro y televisión española conocida por su interpretación en la película Las buenas compañías (2023).

## Biografía
Alícia Falcó inició sus primeros estudios de interpretación con tan solo 8 años. Ha compaginado sus estudios de Educación Primaria, Secundaria y Bachillerato con clases de música, solfeo, piano y canto en las escuelas l'Antàrtida y Diesi e interpretación en la Escuela Superior de Arte Dramático Eòlia (2022) y Laura Jou, estudi per a l'Actor. También ha estudiado circo y ballet clásico en distintas escuelas barcelonesas y ha realizado cursos intensivos de doblaje y teatro musical.
Sus primeras apariciones en producciones teatrales fueron en 2012 en un pequeño papel en el musical La família irreal para la compañía de teatro Dagoll Dagom y en 2013 en la película La por (El miedo) dirigida por Jordi Cadena. Poco después hizo su primera aparición en televisión en la serie El crac de TV3, dirigida por Joel Joan y Héctor Claramunt, y posteriormente participó en Gigantes de Movistar+ y Cuéntame cómo pasó de RTVE.
En 2021 interpretó el papel de Lux en la obra de Alícia Gorina Aquell dia tèrbol que vaig sortir d'un cinema de l'Eixample i vaig decidir convertir-me en un om  en el Teatre Lliure de Barcelona. 
En 2022 representó a Mireia en la película 13 exorcismos de Jacobo Martínez. En 2023 apareció en la serie de Atresmedia Nacho y este mismo año interpretó su primer papel protagonista en cine de la mano de Sílvia Munt en Las buenas compañías . También en 2023 participó en la serie de RTVE Play Ser o no ser, en la serie creada por Jose Corbacho Un nuevo amanecer de Atresmedia y protagonizó la serie Dieciocho de RTVE Play codirigida por Hammudi Al-Rahmoun y Damià Serra. 
En 2024 estuvo nominada a Mejor interpretación revelación  en los Premios Gaudí celebrados en Barcelona. 
También en 2024 formó parte del elenco protagonista de la nueva serie de Vancouver para Netflix El refugio atómico, participó en la serie Atasco de Rodrigo Sopeña para Amazon Prime Video y protagonizó la película Dímelo bajito, también de Amazon Prime, dirigida por Denis Rovira y basada en el libro del mismo título de la escritora Mercedes Ron.  
En 2025 representa a Ane en la serie Esa noche producida per Txintxua Films para Netflix, basada en la novela de Gillian McAllister, creada por Jason George y dirigida per Jorge Dorado i Liliana Torres.  

## Filmografía

### Televisión
|      | Título             | Personaje | Cadena             |
| ---- | ------------------ | --------- | ------------------ |
| 2014 | El crac            | Alfonsita | TV3                |
| 2019 | Gigantes           | Sol joven | Movistar+          |
| 2021 | Cuéntame cómo pasó | Núria     | RTVE               |
| 2023 | Nacho              | Marta     | Atresmedia Player  |
| 2023 | Ser o no ser       | Bruna     | RTVE Play          |
| 2023 | Un nuevo amanecer  | Lola      | Atresmedia Player  |
| 2023 | Dieciocho          | Cèlia     | RTVE Play          |
| 2024 | El refugio atómico |           | Netflix            |
| 2024 | Atasco             | Novia     | Amazon Prime Video |
| 2025 | Esa noche          | Ane       | Netflix            |

### Cine
| Año  | Título               | Personaje              | Dirección                   |
| ---- | -------------------- | ---------------------- | --------------------------- |
| 2013 | La por (El miedo)    | Coral                  | Jordi Cadena                |
| 2022 | 13 exorcismos        | Mireia                 | Jacobo Martínez             |
| 2023 | Las buenas compañías | Bea                    | Sílvia Munt                 |
| 2025 | Dímelo bajito        | Kamila "Kami" Hamilton | Denis Rovira (Amazon Prime) |

### Teatro
| Año  | Título                                                                                           | Dirección     | Dramaturgia     |
| ---- | ------------------------------------------------------------------------------------------------ | ------------- | --------------- |
| 2020 | Humans, xips i bacteris                                                                          | Joan Vázquez  | Joan Vázquez    |
| 2021 | Aquell dia tèrbol que vaig sortir d'un cinema de l'Eixample i vaig decidir convertir-me en un om | Alícia Gorina | Eleonora Herder |

## Premios y nominaciones
| Año  | Premios       | Categoría                       | Película             | Resultado |
| ---- | ------------- | ------------------------------- | -------------------- | --------- |
| 2024 | Premios Gaudí | Mejor interpretación revelación | Las buenas compañías | Nominada  |